# تبليط البحر
تبليط البحر رواية للروائي اللبناني رشيد الضعيف. صدرت الرواية لأوّل مرة عام 2011 عن دار الريّس للكتب والنشر. ودخلت في القائمة الطويلة للجائزة العالمية للرواية العربية لعام 2012، المعروفة باسم «جائزة بوكر العربية».

## حول الرواية
يروي الكاتب اللبناني «رشيد الضعيف» في هذه الرواية حكاية «فارس منصور هاشم» - صديق جرجي زيدان – الذي كان من أكثر المتحمسين لبناء دولة حديثة في سوريا (التاريخية)، حيث كانت الحماسة حينذاك على أشدها في النصف الثاني من القرن التاسع عشر. يدرس «فارس» الطب سنتين في الجامعة الأمريكية المؤسسة حديثا في بيروت، المدينة التي كانت تتّجه إلى أن تصبح لؤلؤة الأبيض المتوسط الشرقي٬ ثم يضطر إلى الهجرة بعد الإضراب الذي يقوم به الطلاب بسبب نظرية التطوّر لصاحبها داروين. يهاجر فارس إلى الولايات المتحدة حيث سبقه والده وعشرات الآلاف من أبناء بلده. وتقوده الأقدار إلى الانخراط في الجيش الأميركي والاشتراك في الحرب الأميركية الاسبانية إلى جانب الثوار الكوبيين إبّان حرب استقلال كوبا. ثم يتزوج أخيرًا ويقرّر تحقيق حلمه بالعودة إلى بيروت. فهل يتحقق هذا الحلم؟.